# Les Pommerats

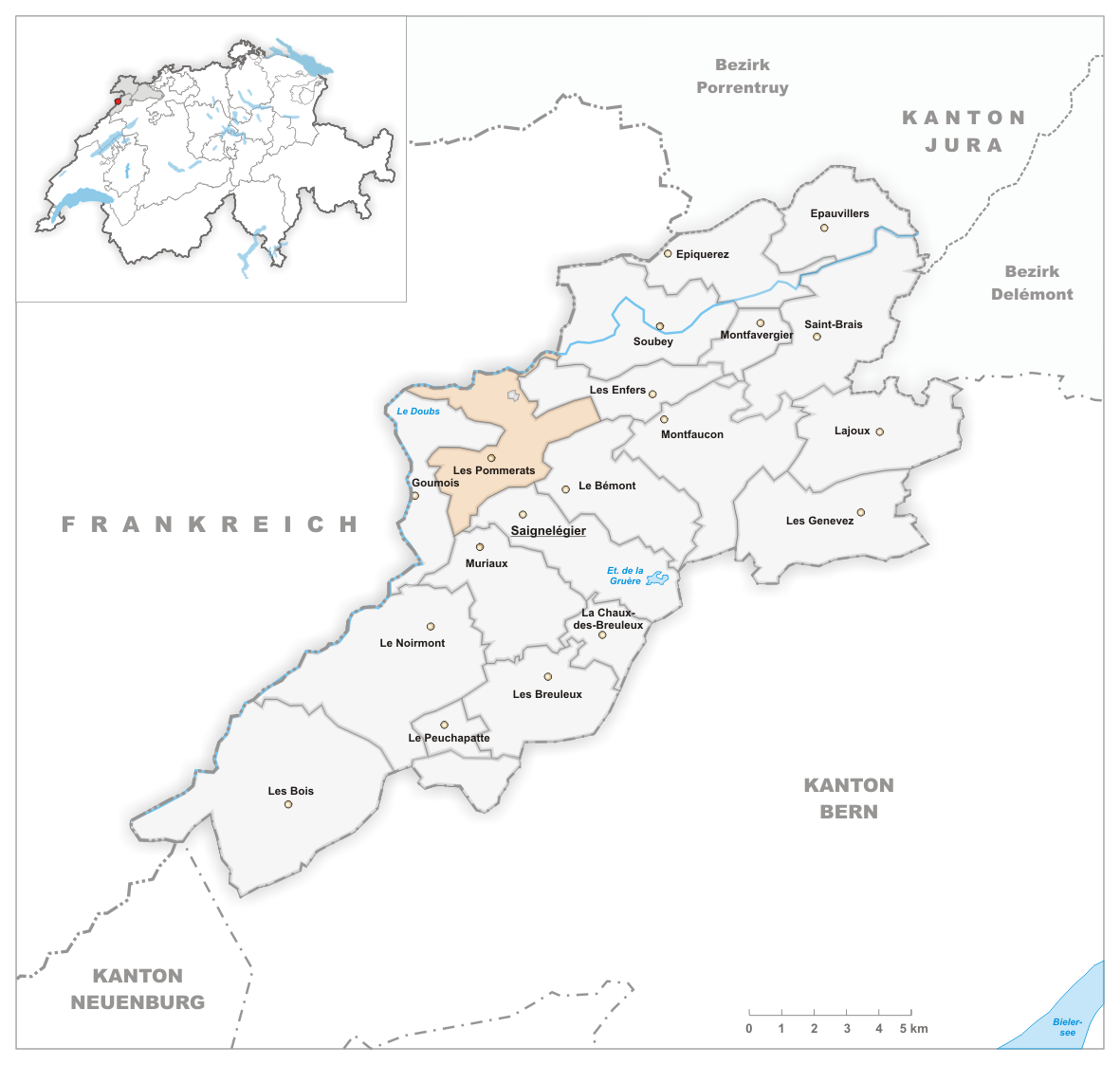
Gemeindestand vor der Fusion am 1. Januar 2009

Les Pommerats war bis zum 31. Dezember 2008 eine politische Gemeinde im Distrikt Franches-Montagnes des Kantons Jura in der Schweiz.
Sie hat mit Wirkung auf den 1. Januar 2009 zusammen mit Goumois und Saignelégier zur Gemeinde Saignelégier fusioniert. Der frühere deutsche Name Bresselerwalden wird heute nicht mehr verwendet.

## Geographie
Les Pommerats liegt auf 899 m ü. M., zwei Kilometer nordnordwestlich des Bezirkshauptorts Saignelégier (Luftlinie). Das Dorf erstreckt sich auf einer Geländeterrasse der nördlichen Freiberge (französisch Franches Montagnes), am Rand des tief eingeschnittenen Tals des Doubs.
Die Fläche des 11,5 km² grossen ehemaligen Gemeindegebiets umfasst im südlichen und östlichen Teil einen Abschnitt der leicht gewellten Hochfläche des Plateaujuras, auf der sich moorige, meist oberirdisch abflusslose Senken mit Kuppen aus Kalkstein abwechseln. Im Südosten wurde auf der Höhe von Le Haut du Bémont mit 1072 m ü. M. der höchste Punkt von Les Pommerats erreicht. Die westliche und nordwestliche Grenze verlief im Bereich des Steilabfalls zu dem canyonartig in den Plateaujura eingeschnittenen Doubstal. Nach Norden erstreckte sich das Gemeindegebiet über die Côte di Sciet und die Felsnase des Château Cugny auf der rechten Talflanke bis an den Doubs hinunter, dessen Flusslauf die Grenze zu Frankreich bildete. Von der Gemeindefläche entfielen 1997 2 % auf Siedlungen, 59 % auf Wald und Gehölze, 38 % auf Landwirtschaft, und etwas weniger als 1 % war unproduktives Land.
Zu Les Pommerats gehörten mehrere Einzelhöfe. Nachbargemeinden von Les Pommerats waren Goumois, Muriaux, Saignelégier, Le Bémont, Les Enfers und Soubey im Kanton Jura sowie Indevillers im angrenzenden Frankreich.

## Bevölkerung
Mit 252 Einwohnern (Ende 2007) gehört Les Pommerats zu den kleinen Gemeinden des Kantons Jura. Von den Bewohnern sind 92,2 % französischsprachig, 7,4 % deutschsprachig und 0,4 % spanischsprachig (Stand 2000). Seit 1870 (damals mehr als 450 Einwohner) hat die Bevölkerungszahl von Les Pommerats stark abgenommen. Nachdem die Einwohnerzahl zwischenzeitlich weniger als 200 Personen betragen hatte, wurde seit 1980 wieder ein leicht steigender Trend verzeichnet.

## Wirtschaft
Les Pommerats ist ein noch stark landwirtschaftlich geprägtes Dorf mit Milchwirtschaft und Viehzucht. Ausserhalb des primären Sektors gibt es im Dorf auch Arbeitsplätze im Bereich der Uhrenherstellung sowie im lokalen Kleingewerbe. Viele Erwerbstätige sind jedoch Wegpendler und arbeiten hauptsächlich im Nachbarort Saignelégier.

## Verkehr
Les Pommerats liegt abseits der grösseren Durchgangsstrassen, kann aber von Saignelégier gut erreicht werden. Der Postautokurs, der von Tramelan via Saignelégier nach Goumois verkehrt, macht einen Abstecher ins Dorfzentrum von Les Pommerats.

## Geschichte
Die erste Erwähnung von Les Pommerats geht auf das Jahr 1337 zurück. Das Dorf gehörte zur Herrschaft Freiberge, die dem Fürstbistum Basel unterstand. Von 1793 bis 1815 gehörte Les Pommerats zu Frankreich und war anfangs Teil des Département du Mont-Terrible, ab 1800 mit dem Département Haut-Rhin verbunden. Durch den Entscheid des Wiener Kongresses kam der Ort 1815 an den Kanton Bern und am 1. Januar 1979 an den neu gegründeten Kanton Jura. Nachdem die Stimmberechtigten im Juni 2007 die Fusionsvorlage gutgeheissen hatten, haben sich Les Pommerats, Goumois und Saignelégier mit Wirkung auf den 1. Januar 2009 zur neuen Gemeinde Saignelégier zusammengeschlossen.

## Sehenswürdigkeiten
Die Pfarrkirche Saint-Pierre-et-Paul wurde in den Jahren 1784–86 errichtet. Les Pommerats war bis 1626 von der Pfarrei Montfaucon, danach bis zum Kirchenbau von Saignelégier abhängig.

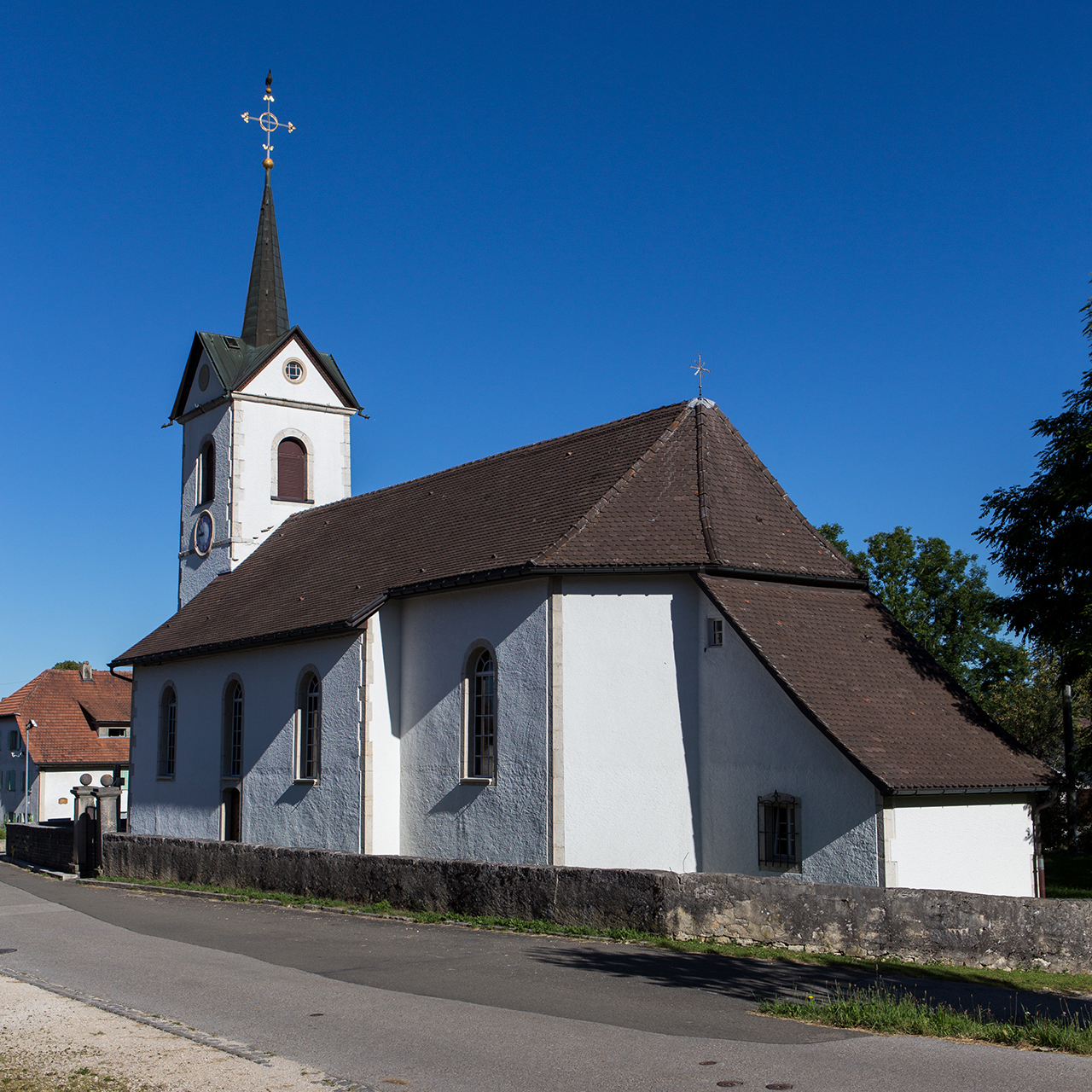
Kirche Saintes Pierre et Paul
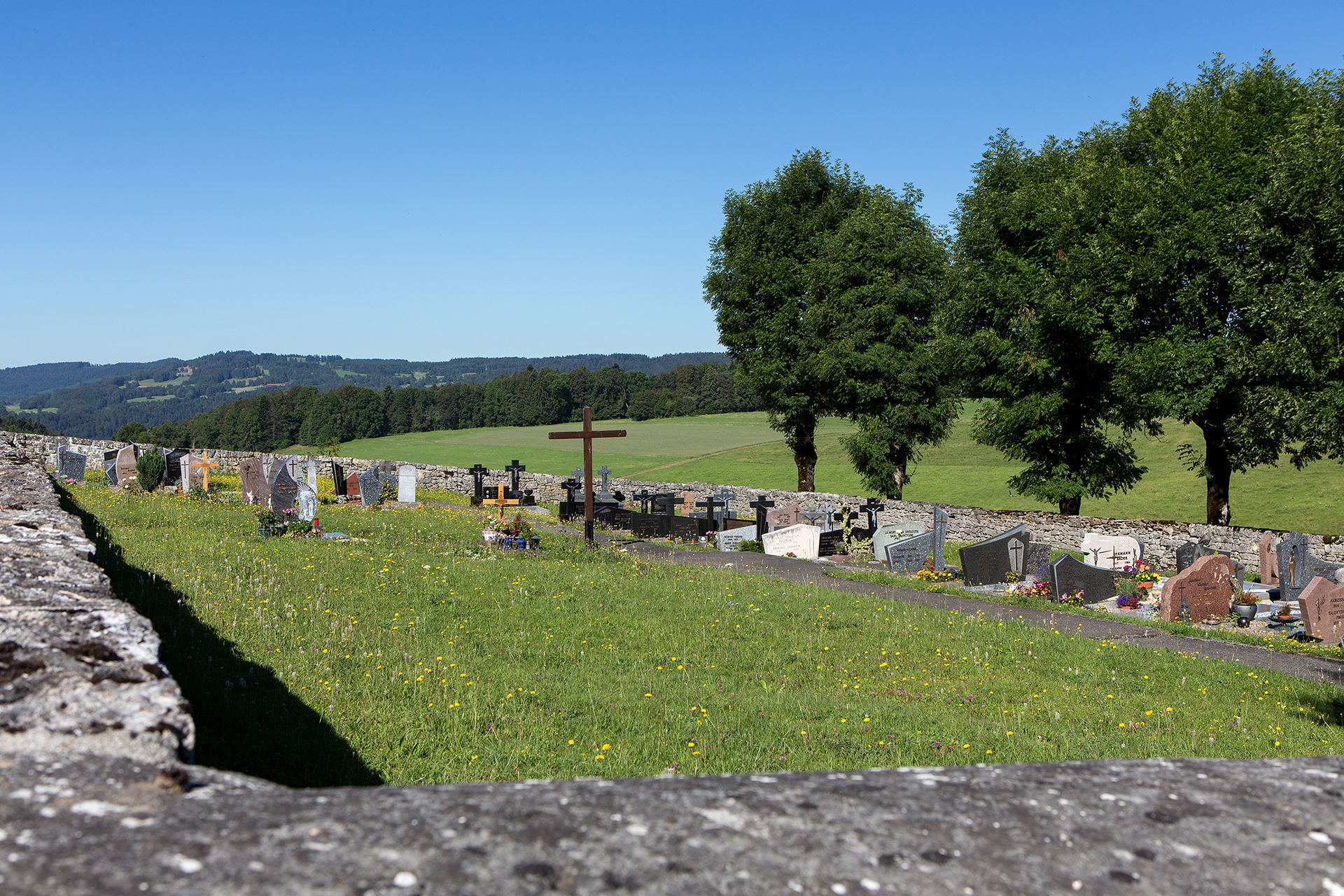
Friedhof
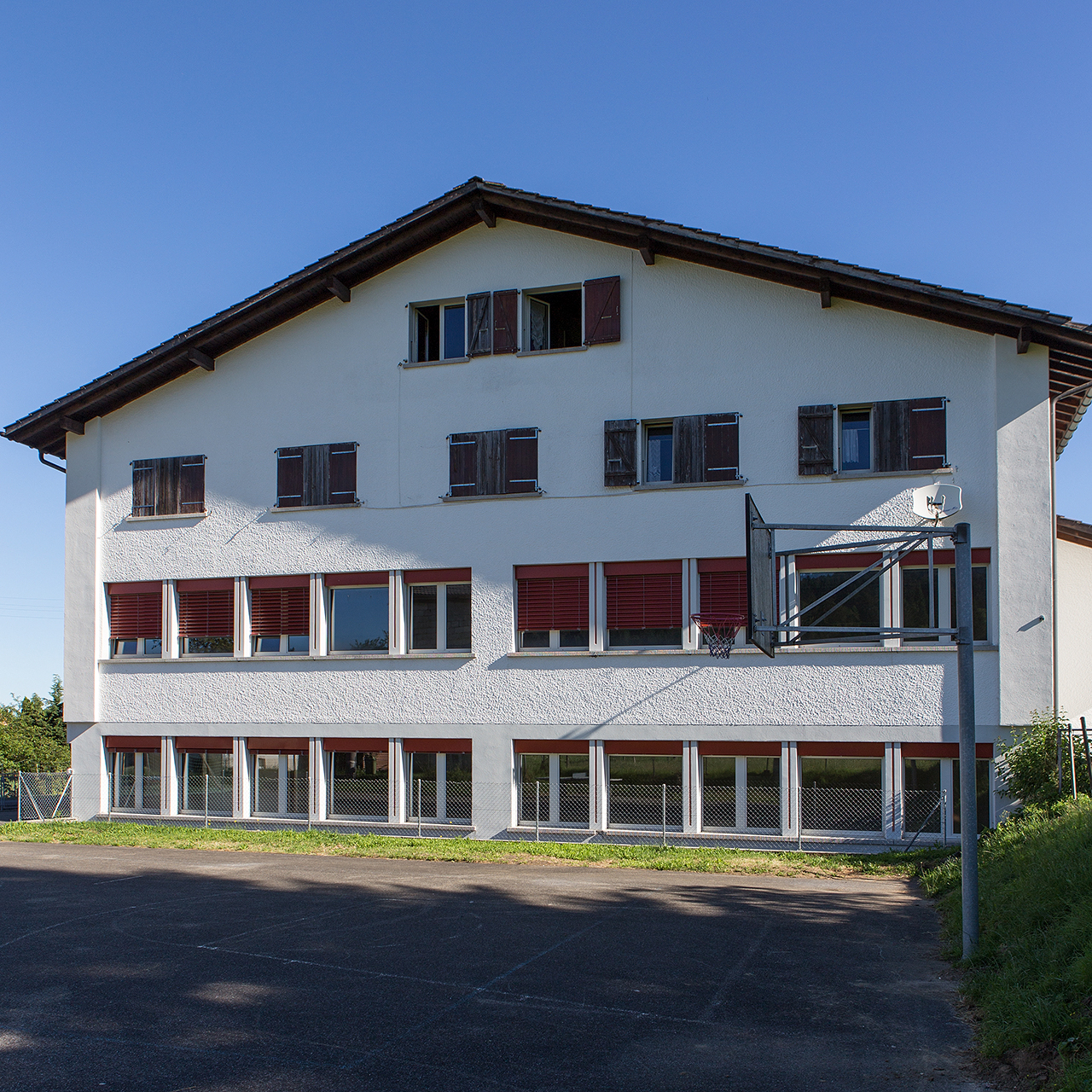
Primarschulhaus
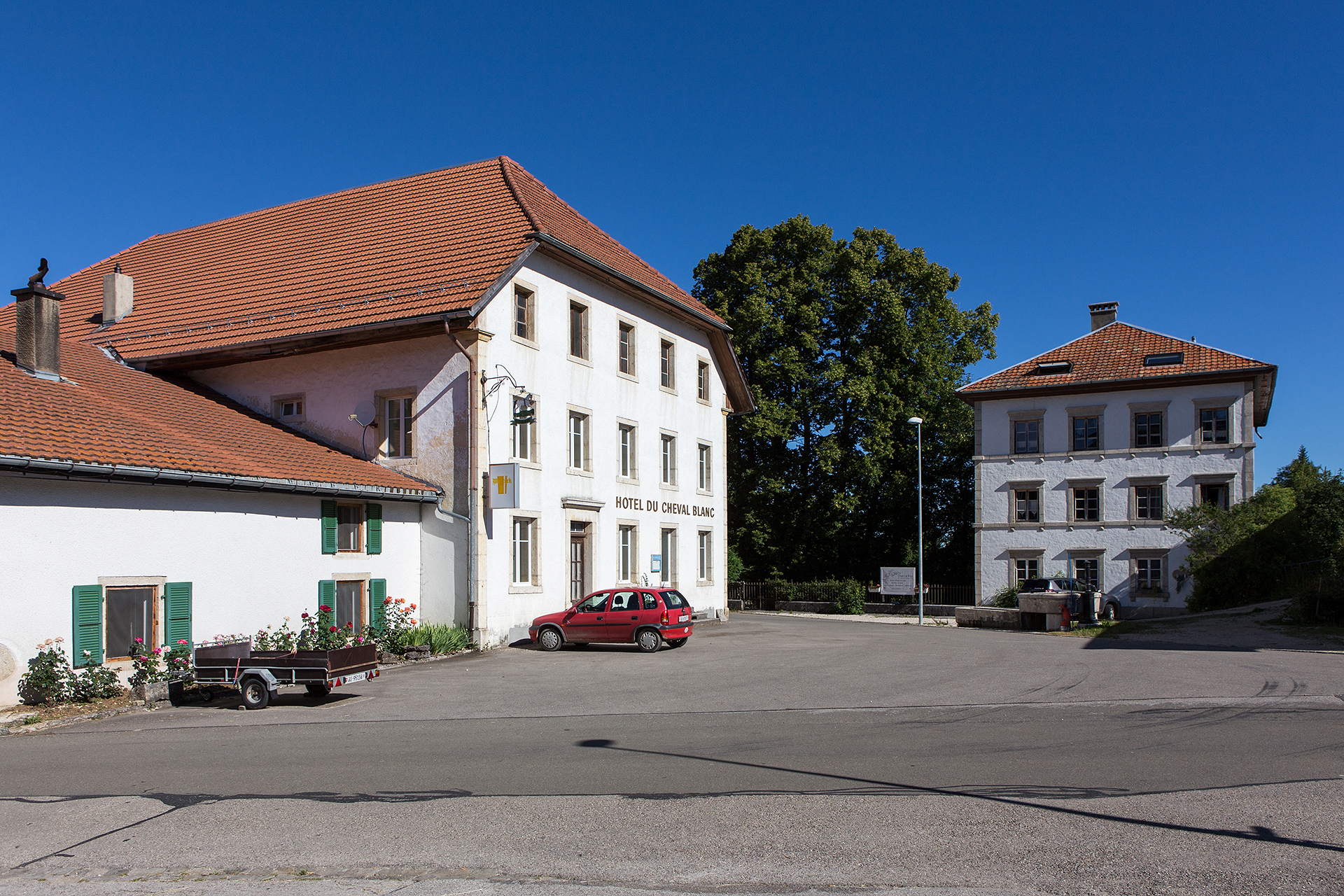
ehem. Hotel Cheval Blanc
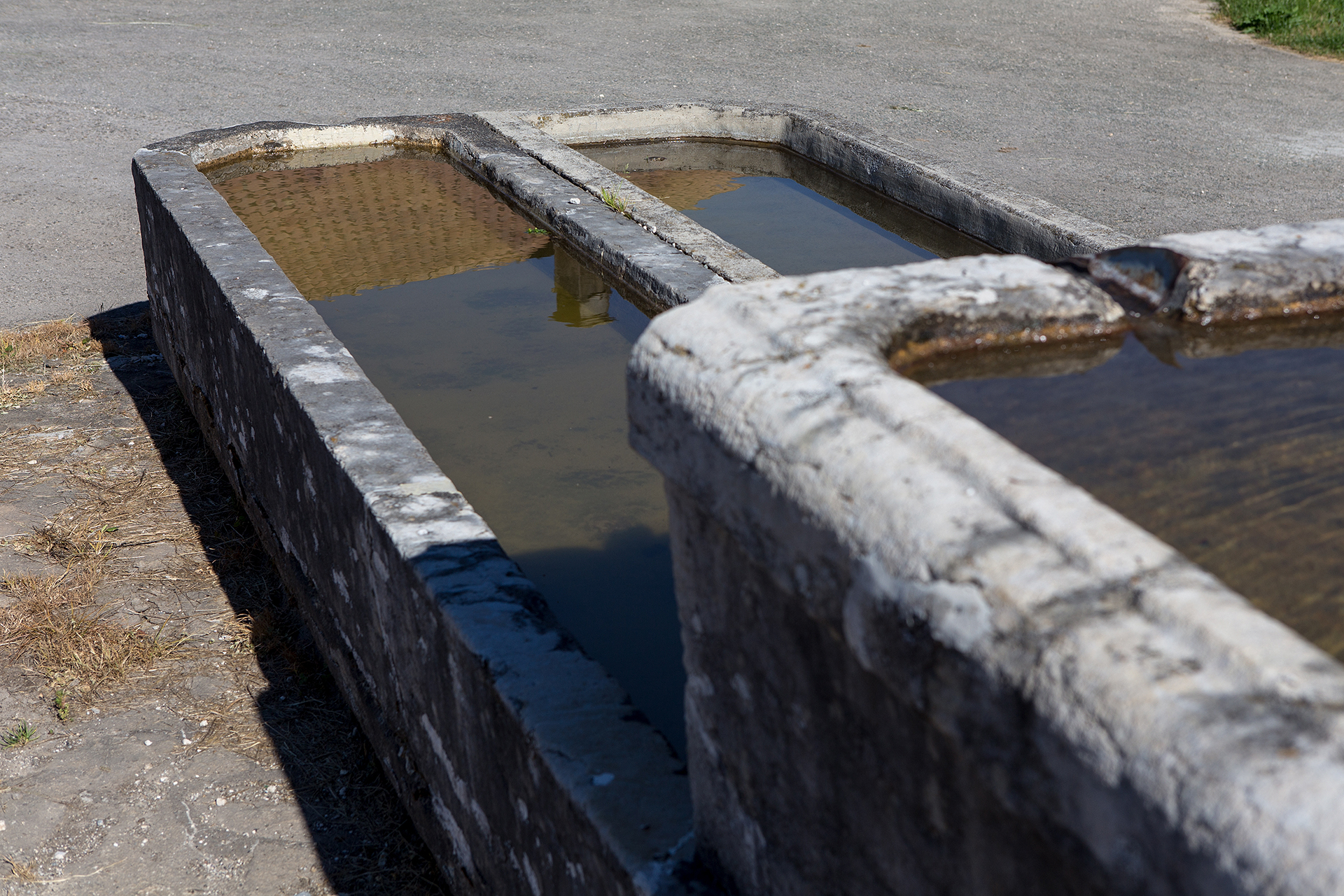
Brunnen mit drei Becken
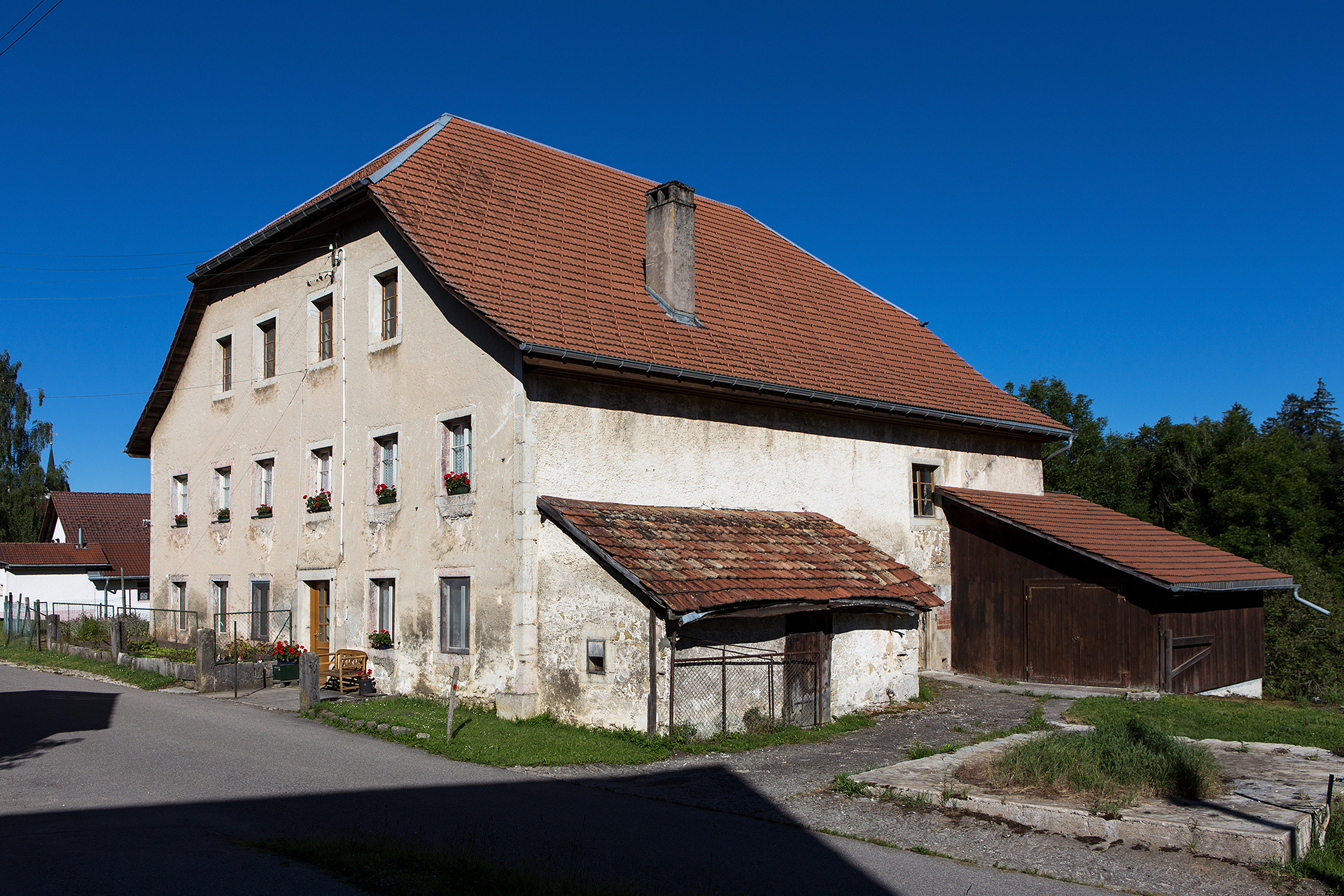
Bauernhaus